# Aougust Brizeug
Aogust Brizeug (francès Julien Pélage Auguste Brizeux) (An Oriant, Ar Mor-Bihan, 1803 - Montpeller, Occitània 1858) fou un poeta bretó, estudià a Gwened, continuador de Kervarker amb els poemes Telenn Arvor (Arpa armòrica, 1843), Mari (1828) i Furnez Breizh (Saviesa bretona, 1844). Va viatjar a París amb Kervarker, Olivier Souvestre i Jean-François-Marie Le Gonidec per defensar la llengua bretona. El 1847 va compondre Les Bretons, que fou premiat per l'Acadèmia Francesa. Les seves obres foren reeditades el 1929 a la revista Gwalarn per Roparz Hemon.